# Bibi-Ka-Maqbara

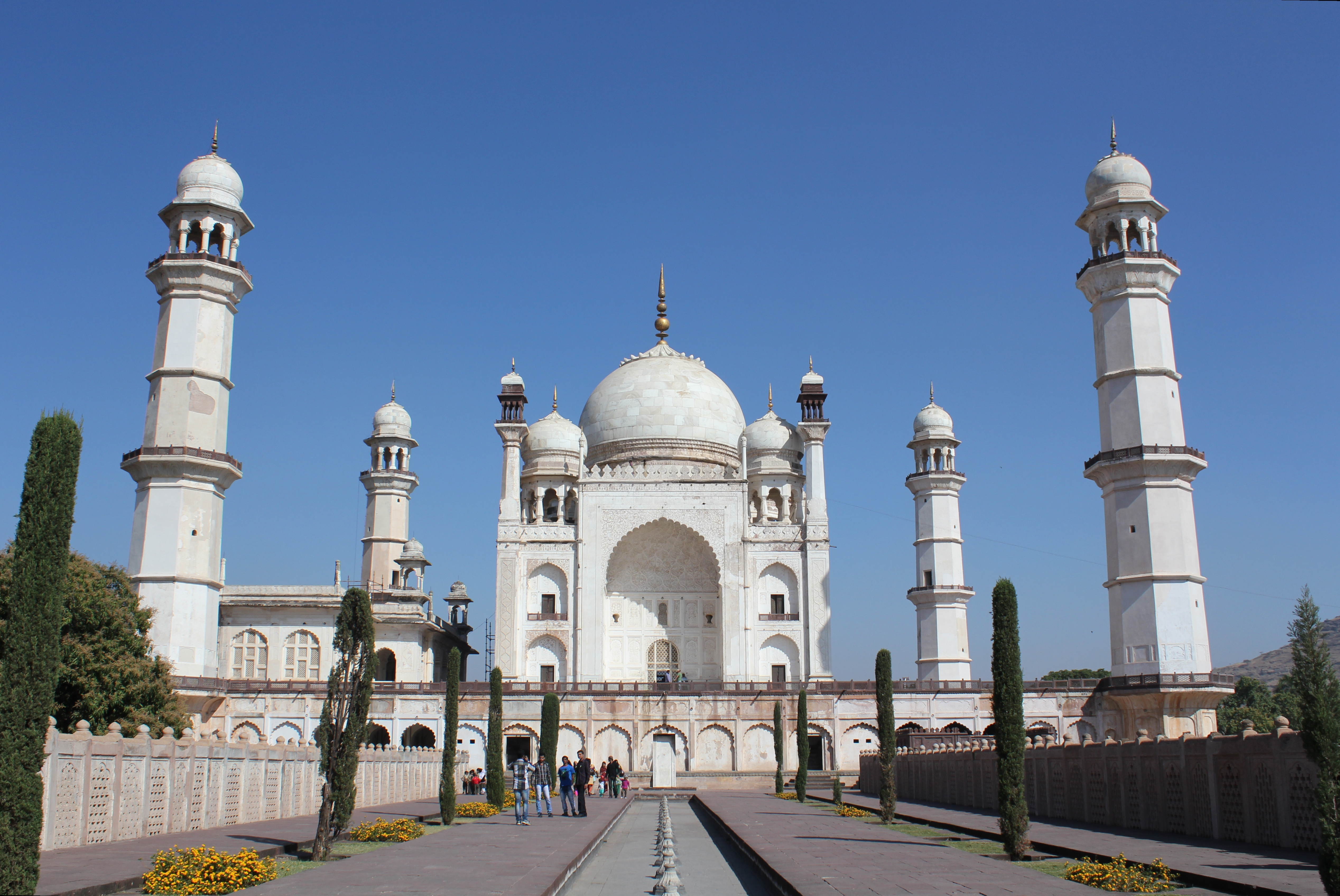
Bibi-Ka-Maqbara, Aurangabad (Indien). Der in großen Teilen verputzte Grabbau und die durch Gesimse und Umlaufbrüstungen gegliederten Minarette werden überhöht durch überdimensioniert wirkende Chhatris, die – wie auch die marmorverkleidete Hauptkuppel – in hängenden Lotosblüten und Kugelstäben enden.

Das Bibi-Ka-Maqbara (Urdu: بیبی كا مقبرہ = „Grab der Herrin“ oder „Grab der Dame“) genannte Grabmal bei Aurangabad ist eines der letzten großen Mausoleen der Mogulzeit in Indien.

## Lage
Das Grabmal liegt etwa 3 km nördlich des Stadtzentrums von Aurangabad, dem zeitweiligen Regierungssitz des bedeutenden Mogul-Herrschers Aurangzeb (reg. 1658–1707). 

## Geschichte
Angeblich soll Muhammad Azam Shah (1653–1707) nach dem Tod seiner Mutter Dilras Banu Begum (auch „Rabia Daurana“ genannt), einer persischen Prinzessin und ranghöchsten Ehefrau Aurangzebs, den Entschluss gefasst haben, seiner Mutter zu Ehren ein Grabmal zu errichten. Bei dieser These wird jedoch häufig übersehen, dass Azam Shah bei dem überlieferten Baubeginn (gemeinhin wird die Bauzeit des Mausoleums in die Jahre 1651–1661 datiert) noch gar nicht geboren war, sodass der Bau von Aurangzeb selbst beauftragt worden sein muss, der sich jedoch wegen seiner vielen Feldzüge kaum darum kümmern konnte. Die von ihm zur Verfügung gestellte Summe von 700.000 Rupien wurde von den inschriftlich genannten Baumeistern Ata-ullah und Hanspat Rai noch unterschritten.

## Architektur

### Torbau

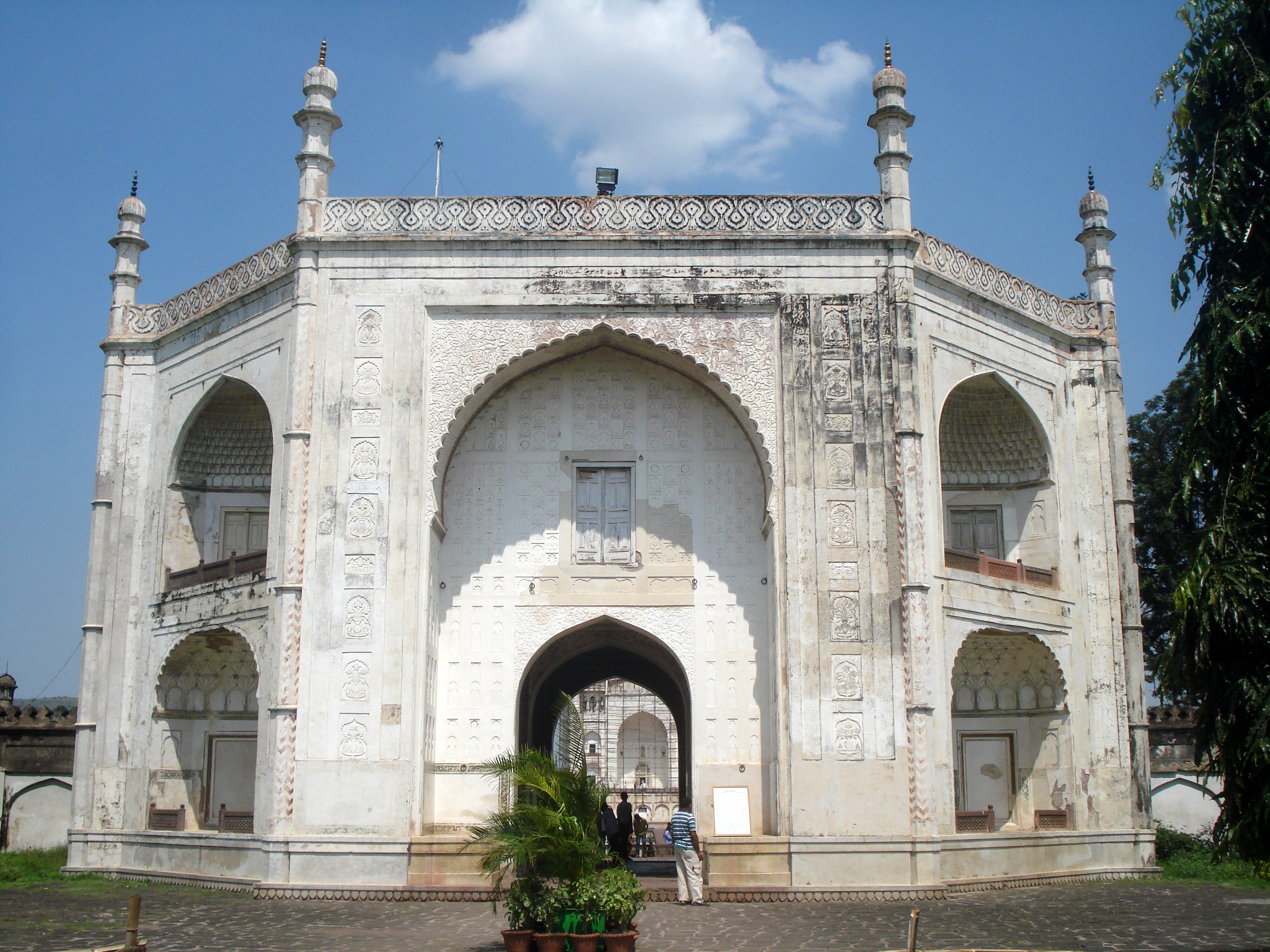
Torbau

Den Eingang zur Grabanlage bildet ein trapezförmiger, ursprünglich weiß verputzter Torbau mit seitlichen Begleitnischen. Der Bau ist insgesamt blockhaft und einfach gestaltet: Pavillonaufsätze (chhatris) fehlen – nur einige kleine Türmchen (guldastas) und ein umlaufendes Brüstungsgitter zieren das Dach. Das Innere des Torbaus ist jedoch mit einer reichgestalteten Muqarnas-Kuppel auf Pendentifs bedeckt, die in ihrer horizontalen Schichtung an ältere hinduistische Kragkuppeln erinnert; am Ein- und Ausgang befinden sich Blumenmalereien.

### Park

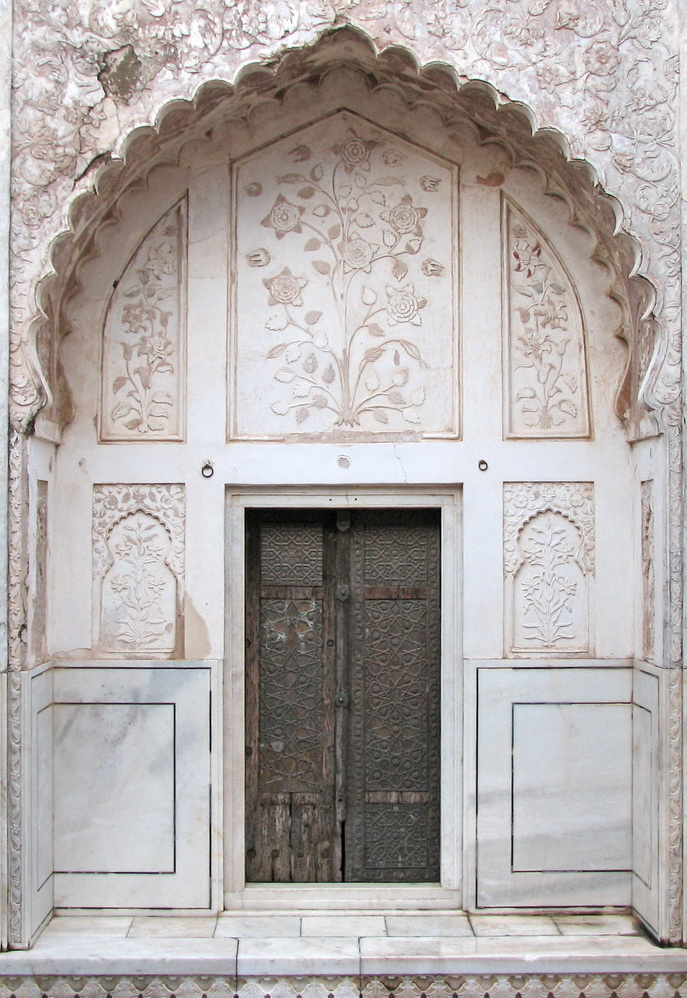
Bibi-Ka-Maqbara, Grabbau, Detail der Stuckarbeiten und Malereien

Hinter dem Torbau liegt eine von Mauern eingefasste Gartenanlage in persischer Manier (Char-Bagh) von etwa 450 × 275 m Seitenlänge, die mit ihren grünen Wiesen und Pflanzen aller Art sowie vier Wasserläufen auf das den Gläubigen vom Koran in Aussicht gestellte Paradies verweist. Der Weg zum eigentlichen Grabbau wird von seitlichen Gitterschranken (jalis) begrenzt.

### Grabbau
Das Mausoleum erhebt sich auf einer etwa 5 m hohen Plattform von rund 40 m Seitenlänge. Neben der dadurch erreichten Erhöhung des darauf stehenden Bauwerks dienen derartige Plattformen auch praktischen Zwecken: z. B. dem Schutz vor Überschwemmungen während der Monsunzeit bzw. dem Schutz vor herumlaufenden Tieren. Vier durch Umgangsbalkone und Gesimse gegliederte Minarette – wie üblich mit Chhatris an der Spitze – sind in den Ecken platziert und rahmen den zentralen zweischaligen Kuppelbau. Die durch einen Tambour erhöhte und von vier kleineren Kuppeln und vier Ecktürmchen begleitete Außenkuppel ist komplett mit weißem Marmor verkleidet und schließt mit einem Kreis aus marmornen Lotusblättern und einem Kugelstab (jamur) ab. Die Wandflächen des Mausoleums und der Minarette sind weiß verputzt. In den Nischen finden sich Stuckarbeiten mit vegetabilischen Reliefs und Blumenmalereien. 
In dem von einer flachen Innenkuppel bedeckten oberen Grabraum steht nicht – wie in der indischen Grabarchitektur ansonsten üblich – ein Kenotaph. Der Boden des Raumes ist stattdessen weitgehend geöffnet, sodass nur ein Umgang freibleibt; begrenzt durch eine oktogonale Steinbrüstung wird der Blick auf den von bunten Grabtüchern bedeckten Scheinsarkophag in der unteren Grabkammer freigegeben. Die eigentliche Grabstätte liegt jedoch unterhalb des Bodenniveaus.

### Moschee
Bei der westlich des Grabbaus, aber ebenfalls auf der Plattform stehenden und von zwei Minaretten eingerahmten kuppellosen Moschee handelt es sich um eine Hinzufügung des Nizams von Hyderabad aus dem frühen 19. Jahrhundert. Diesem wird nachgesagt, dass er ursprünglich den Plan hatte, das gesamte Mausoleum zu demontieren und in Hyderabad wieder aufzubauen.

## Bedeutung
Das Bibi-Ka-Maqbara wird allgemein als eine verkleinerte Nachbildung des Taj Mahal (Agra) angesehen („poor man's Taj“); der Bau wirkt kleiner und kompakter dimensioniert als sein Vorbild. Durch den Verzicht auf farbige Inkrustationen wirkt das Gebäude schlicht und doch zugleich elegant. Die qualitätvollen Stuckreliefs und Bauornamente werden vornehm zurückhaltend weiß auf weiß nur durch das Schattenspiel belebt. Die Baukosten betrugen weniger als 700.000 Rupien bei einer Bauzeit von zehn Jahren. Die Baukosten des Taj Mahal zum Vergleich betrugen etwa 32 Mio. Rupien bei einer Bauzeit von ca. 22 Jahren. Dennoch ist das Ensemble aus Bauwerken und Gartenanlagen innerhalb der quirligen Hektik Aurangabads eine Oase der Ruhe, Schönheit, Pracht und Gepflegtheit. 
Im Gegensatz zum Taj Mahal, wo Shah Jahan an der Seite seiner Lieblingsfrau beigesetzt wurde, erhielt Aurangzeb nach seinem Tod – wie es sein Wunsch war – ein schlichtes Grab unter freiem Himmel in Khuldabad (etwa 27 km nordwestlich von Aurangabad). Hier ist auch sein Sohn Azam Shah (reg. 1707) an der Seite einer seiner Ehefrauen bestattet.